# Salcantay
Salcantay − najwyższy szczyt pasma Cordillera Vilcabamba (Andy Peruwiańskie), znajdujący się na terenie Peru.
Jego wysokość to 6271 m n.p.m.
Położony jest w regionie Cuzco, około 60 km na północny zachód od miasta Cuzco.